# Grace Kazadi
Grace Kazadi Ntambwe (Montmorency, Francia; 31 de enero de 2001) es una futbolista francesa. Juega de lateral derecho en el Sevilla FC Femenino de la Primera Iberdrola de España. Es internacional con Francia desde 2021.

## Trayectoria

### Inicios
Empezó a jugar en 2010 en el CSM Eaubonne. En 2011 formó parte del equipo de Entente Sannois Saint-Gratien hasta llegar a la categoría sub-14.
En 2016 fichó por el Olympique de Lyon. En noviembre de 2018 fue convocada por primera vez con el primer equipo.
Antes de comenzar la temporada 2019-20 firmó su primer contrato profesional. Durante la temporada formó parte del equipo sub-19, jugó 4 de los 8 partidos de su grupo, del que quedaron en primera posición,  y marcó un gol. En la fase final los jugó 5 partidos antes de que la pandemia de Covid-19 interrumpiera la competición, y quedaron subcampeonas empatadas a puntos con el PSG. En febrero de 2020 volvió a ser convocada por el primer equipo, sin llegar a jugar. En julio de 2020 jugó algunos partidos amistosos con el primer equipo.

### Debut profesional
En verano de 2020 fue cedida al Atlético de Madrid por una temporada. En agosto de 2020 se reanudó la Liga de Campeones, pero Kazadi no fue inscrita en la competición. Su debut profesional fue el 3 de octubre de 2020 con victoria por 0-2 ante el R. C. D. Espanyol en la primera jornada de liga. Los problemas físicos que sufrió Alia Guagni durante la temporada provocó que Kazadi tuviese más presencia de la esperada en el once colchonero. Sus actuaciones fueron irregulares, cometiendo errores defensivos fruto de su falta de experiencia. 
En enero de 2021 José Luis Sánchez Vera volvió al equipo sustituyendo a Dani González, que no estaba dando los resultados esperados por el club.
Ganaron la Supercopa tras superar al F. C. Barcelona en la tanda de penaltis en las semifinales, y ganando cómodamente al Levante en la final. Kazadi fue suplente en ambos partidos.
Sin embargo en los siguientes partidos los resultados fueron irregulares, y perdieron los duelos directos ante Levante y Real Madrid, lo que las alejó de los puestos que dan acceso a la competición europea. En la Liga de Campeones fueron eliminadas en octavos de final por el Chelsea. Kazadi debutó en esta competición el partido de vuelta. Las actuaciones de Kazadi fueron mejorando durante el año y llegó a debutar con la selección absoluta en abril de 2021, y dio su primera asistencia el 18 de abril ante el Sevilla, aunque un mal control suyo propició el gol de la derrota en el descuento. En mayo cayó lesionada con una sobrecarga muscular.

## Selección nacional

### Categorías inferiores
Debutó con la selección sub-17 el 22 de marzo de 2018 en la Ronda Élite del Campeonato Europeo. Jugó como extremo derecho y marcó los dos primeros goles en la victoria por 6-0 sobre Escocia. Luego jugó en el empate ante Finlandia y la victoria por 3-2 sobre Suecia. Quedaron empatadas a puntos con Finlandia, pero con peor diferencia de goles, por lo que no se clasificaron para la fase final.
El 6 de octubre de 2018 debutó con la selección sub-19 en un partido amistoso, de nuevo ante Escocia. Tras varios partidos amistosos el 6 de abril de 2019 jugó ante Elovaquia en la Ronda Élite del Campeonato Europeo, en el que jugó de lateral derecho, dio una asistencia de gol y ganaron por 6-0. Francia se clasificó para la fase final, en la que Kazadi no participó. En octubre jugó dos partidos en la primera fase del Campeonato Europeo. Francia se clasificó cómodamente para la Ronda Élite que se canceló debido a la pandemia de Covid-19.
Jugó dos amistosos en diciembre de 2019 con la selección sub-20. En febrero de 2021 fue convocada para unos entrenamientos con la selección sub-23.

### Selección absoluta
En abril de 2021 recibió su primera convocatoria con la selección absoluta. La seleccionadora, Corinne Diacre, destacó su actuación con la selección sub-23 y su continuidad en el Atlético de Madrid y su progresión como lateral derecho para ser alternativa a Marion Torrent y Ève Périsset. El 13 de abril debutó en partido amistoso contra Estados Unidos (0-2) sustituyendo a Torrent en la segunda mitad.

## Estadísticas

### Clubes
Actualizado al último partido jugado el 28 de junio de 2021.
| Club | Div.          | Temporada     | Liga  | Liga  | Liga   | Copas nacionales(1) | Copas nacionales(1) | Copas nacionales(1) | Copas internacionales(2) | Copas internacionales(2) | Copas internacionales(2) | Total | Total | Total  | Media goleadora(3) |
| Club | Div.          | Temporada     | Part. | Goles | Asist. | Part.               | Goles               | Asist.              | Part.                    | Goles                    | Asist.                   | Part. | Goles | Asist. | Media goleadora(3) |
| --- | ------------- | ------------- | ----- | ----- | ------ | ------------------- | ------------------- | ------------------- | ------------------------ | ------------------------ | ------------------------ | ----- | ----- | ------ | ------------------ |
| Olympique de Lyon Francia |               |               |       |       |        |                     |                     |                     |                          |                          |                          |       |       |        |                    |
| D1 | 2018-19       | 0             | 0     | 0     |        |                     |                     |                     |                          |                          | 0                        | 0     | 0     | -      |                    |
| D1 | 2019-20       | 0             | 0     | 0     |        |                     |                     |                     |                          |                          | 0                        | 0     | 0     | -      |                    |
| Total club | Total club    | 0             | 0     | 0     |        |                     |                     |                     |                          |                          | 0                        | 0     | 0     | -      |                    |
| Atlético de Madrid · España |               |               |       |       |        |                     |                     |                     |                          |                          |                          |       |       |        |                    |
| 1.ª | 2019-20       | -             | -     | -     | -      | -                   | -                   | 0                   | 0                        | 0                        | 0                        | 0     | 0     |        |                    |
| 1.ª | 2020-21       | 20            | 0     | 1     | 2      | 0                   | 0                   | 1                   | 0                        | 0                        | 23                       | 0     | 1     | 0      |                    |
| Total club | Total club    | 20            | 0     | 1     | 2      | 0                   | 0                   | 1                   | 0                        | 0                        | 23                       | 0     | 1     | 0      |                    |
| Total carrera | Total carrera | Total carrera | 20    | 0     | 1      | 2                   | 0                   | 0                   | 1                        | 0                        | 0                        | 23    | 0     | 1      | 0                  |
| (1) Incluye datos de Copa de Francia (2017-20) y Supercopa de España (2021). (2) Incluye datos de Liga de Campeones (2017-act.). (3) No incluye goles en partidos amistosos. |               |               |       |       |        |                     |                     |                     |                          |                          |                          |       |       |        |                    |

### Selección
Actualizado al último partido jugado el 13 de abril de 2021.
| Selecciones | Año   | Continental(4) | Continental(4) | Continental(4) | Mundial | Mundial | Mundial | Amistosos(5) | Amistosos(5) | Amistosos(5) | Total | Total | Total  | Media goleadora |
| Selecciones | Año   | Part.          | Goles          | Asist.         | Part.   | Goles   | Asist.  | Part.        | Goles        | Asist.       | Part. | Goles | Asist. | Media goleadora |
| --- | ----- | -------------- | -------------- | -------------- | ------- | ------- | ------- | ------------ | ------------ | ------------ | ----- | ----- | ------ | --------------- |
| Sub-17 | 2018  | 3              | 2              | 0              |         |         |         |              |              |              | 3     | 2     | 0      | 0.67            |
| Sub-17 | Total | 3              | 2              | 0              |         |         |         |              |              |              | 3     | 2     | 0      | 0.67            |
| Sub-19 | 2018  |                |                |                |         |         |         | 4            | 0            |              | 4     | 0     |        | 0               |
| Sub-19 | 2019  | 3              | 0              | 1              |         |         |         | 3            | 0            |              | 6     | 0     | 1+     | 0               |
| Sub-19 | 2020  |                |                |                |         |         |         | 3            | 0            |              | 3     | 0     |        | 0               |
| Sub-19 | Total | 3              | 0              | 1              |         |         |         | 10           | 0            |              | 13    | 0     | 1+     | 0               |
| Sub-20 |       |                |                |                |         |         |         |              |              |              |       |       |        |                 |
| 2019 |       |                |                |                |         |         | 2       | 0            |              | 2            | 0     |       | 0      |                 |
| Total |       |                |                |                |         |         | 2       | 0            |              | 2            | 0     |       | 0      |                 |
| Abs. |       |                |                |                |         |         |         |              |              |              |       |       |        |                 |
| 2021 |       |                |                |                |         |         | 1       | 0            | 0            | 1            | 0     | 0     | 0      |                 |
| Total |       |                |                |                |         |         | 1       | 0            | 0            | 1            | 0     | 0     | 0      |                 |
| (4) Se incluyen Eurocopas y sus fases de clasificación. No incluye torneos amistosos. (5) No se incluyen partidos contra clubes. |       |                |                |                |         |         |         |              |              |              |       |       |        |                 |

## Palmarés

### Campeonatos nacionales
| Título              | Club               | País   | Año  |
| ------------------- | ------------------ | ------ | ---- |
| Supercopa de España | Atlético de Madrid | España | 2021 |